# Rudolf Salvetr
Rudolf Salvetr (* 23. dubna 1964 Klatovy) je český politik, od října 2021 poslanec Poslanecké sněmovny PČR, od roku 2008 zastupitel Plzeňského kraje (v letech 2020 až 2022 také náměstek hejtmanky), od roku 2006 starosta města Klatovy (předtím v letech 1998 až 2006 radní města), člen ODS.

## Život
Vystudoval Fakultu pedagogickou Západočeské univerzity v Plzni (získal titul Mgr.), pracoval jako ředitel základní školy.
Od roku 2007 je členem představenstva akciové společnosti Šumavské vodovody a kanalizace, od roku 2017 také předsedou dozorčí rady akciové společnosti Klatovská nemocnice. Od roku 2008 je rovněž členem správní rady obecně prospěšné společnosti Zimní stadion Klatovy.
Rudolf Salvetr žije ve městě Klatovy. Kromě rodné češtiny hovoří také německy a rusky. Je ženatý.

## Politické působení
V komunálních volbách v roce 1998 byl zvolen jako nezávislý na kandidátce subjektu „Sdružení nezávislých kandidátů - místní sdružení celkem“ zastupitelem města Klatovy. Následně se stal i radním města. Ve volbách v roce 2002 mandát zastupitele města obhájil, když z pozice nestraníka vedl kandidátku US-DEU. Zvolen byl také ve volbách v roce 2006, tentokrát již jako člen a lídr kandidátky ODS. Dne 6. listopadu 2006 se stal starostou města. Mandát zastupitele města a následně vždy i starosty města pak obhájil i ve volbách v letech 2010, 2014 a 2018 (vždy jako lídr kandidátky občanských demokratů). V komunálních volbách v roce 2022 kandidoval do zastupitelstva Klatov jako lídr kandidátky ODS. Mandát zastupitele města se mu podařilo obhájit. Dne 24. října 2022 byl opět zvolen starostou města. V roce 2009 získalo město Klatovy pod jeho vedením od Hospodářské komory ČR ocenění jako nejlepší město pro soukromé podnikání v České republice.
V krajských volbách v roce 2004 kandidoval jako nestraník za US-DEU do Zastupitelstva Plzeňského kraje, ale neuspěl. Zvolen byl až jako člen ODS ve volbách v roce 2008. Mandát krajského zastupitele pak obhájil ve volbách v letech 2012 a 2016. Také ve volbách v roce 2020 byl zvolen, a to jako člen ODS na kandidátce s názvem „Občanská demokratická strana s podporou TOP 09 a nezávislých starostů“. V listopadu 2020 se stal navíc neuvolněným náměstkem hejtmanky pro oblast školství a sportu. V únoru 2022 byl z pozice náměstka odvolán. V krajských volbách v roce 2024 post krajského zastupitele obhájil.
Ve volbách do Poslanecké sněmovny PČR v roce 2010 kandidoval za ODS v Plzeňském kraji, ale neuspěl. Ve volbách do Senátu PČR v roce 2012 kandidoval za ODS v obvodu č. 11 – Domažlice. V prvním kole získal 22,10 % hlasů, a postoupil tak ze 2. místa do druhého kola, v němž prohrál s kandidátem ČSSD Janem Látkou poměrem hlasů 48,43 % : 51,56 %, a senátorem se tak nestal.
Ve volbách do Poslanecké sněmovny PČR v roce 2021 kandidoval z pozice člena ODS na 3. místě kandidátky koalice SPOLU (tj. ODS, KDU-ČSL a TOP 09) v Plzeňském kraji a byl zvolen poslancem.
Ve volbách do Poslanecké sněmovny PČR v roce 2025 kandiduje z pozice člena ODS na 3. místě kandidátky koalice SPOLU (tj. ODS, KDU-ČSL a TOP 09) v Plzeňském kraji.